# Патера (сосуд)

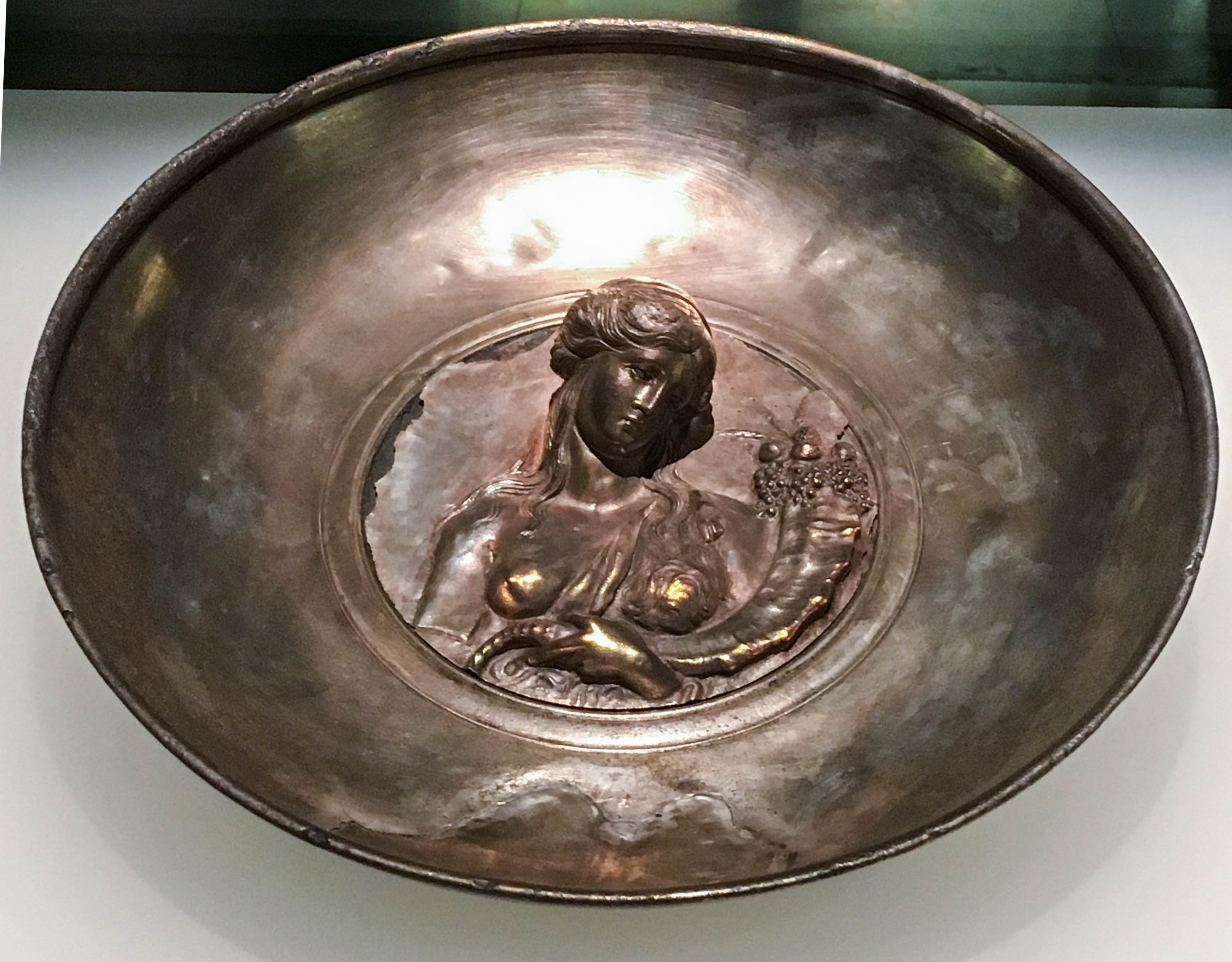
Патера с изображением богини фортуны, найденной в Грузии, II век н. э., Грузинский национальный музей

Па́тера (лат. patera) — широкое и мелкое блюдо, использовавшееся в античные времена как сосуд для ритуальных возлияний, в особенности в Древнем Риме. Есть несколько находок патер, изготовленных в Апулии, назначение которых неизвестно. Позже римляне переняли искусство изготовления патер и использовали их в качестве сосуда для приношений жертв. Известно также, что патеры использовались ещё в качестве посуды для принятия пищи.